# تشيستر هازن
تشيستر هازن هو شخصية أعمال وسياسي أمريكي، ولد في 31 يناير 1824، وتوفي في 24 أبريل 1900. نشط حزبياً في الحزب الجمهوري. وقد انتخب عضو جمعية ولاية ويسكونسن ‏.